# Dobřichovice
Dobřichovice – gmina w powiecie Praga-Zachód, ok. 20 km. na południowy zachód od Pragi. Liczy 3589 mieszkańców. Administracyjnie podlega gminie Černošice.
Miejscowość należała do zakonu Krzyżowców z Czerwoną Gwiazdą z przerwą w okresie wojen husyckich i ta gwiazda występuje w herbie. Pierwsza wzmianka o Dobřichovicach w dokumentach pochodzi z 1253. Tutejszy zamek z 1676 rokubył wielokrotnie niszczony i przebudowywany.
W latach 1872, 1941 i 1947 gmina ucierpiała w wyniku wielkich powodzi. Największa powódź miała miejsce w 2002. Natomiast 20 sierpnia 2012 zanotowano tu najwyższą temperaturę w dziejach Czech - +40,4 °C.
Mieści się tu wydawnictwo KAVA-PECH, które m.in. wydaje książki w języku esperanto.